# ケリー・ギディッシュ
ケリー・ギディッシュ（Kelli Giddish, 1980年4月13日 - ）は、アメリカ合衆国の女優。

## 来歴
ジョージア州フォーサイス郡カミング出身。インディアナ州のエバンズビル大学で学んだ。
最初2年連続でドラマの主演をしたが、両作とも1シーズンで終わってしまった。
その後2011年から『LAW & ORDER:性犯罪特捜班』にシーズン13からレギュラー出演していたが、2022年8月、同年9月から放送されるシーズン24で降板する事が発表されたが、後にそれが本人の意思ではなく、常にドラマ自体を最新のフォーマットに更新したいNBC側の意向である事が報じられた。
そして同年12月に放送されたシーズン24第9話「And a Trauma in a Pear Tree（原題）」をもって降板。しかし2023年4月14日、『性犯罪特捜班』のシーズン24最終回と、スピンオフの『組織犯罪特捜班』のシーズン3に出演することが報じられた。

## 私生活
2015年6月20日に、フロリダのニュー・スムナー・ビーチ（New Smyrna Beach, Florida）にて結婚式を挙げる。

2015年7月27日に、夫のローレンス・フォールボーン(Lawrence Faulborn)との間に第1子が秋に誕生することを公表。

2015年10月6日に、第一子となる男児を出産。ルード（Ludo）と命名。

## 主な出演作

### テレビシリーズ
| 放映年    | 邦題 原題                                                  | 役名                   | 備考          |
| --------- | ---------------------------------------------------------- | ---------------------- | ------------- |
| 2005-2007 | All My Children                                            | ディ・ヘンリー         | 112エピソード |
| 2005-2007 | The Burg                                                   | コートニー             | 13エピソード  |
| 2007      | ダメージ Damages                                           | ヘザー・マクドナルド   | 2エピソード   |
| 2007      | LAW & ORDER:犯罪心理捜査班 Law & Order: Criminal Intent    | ダナ                   | 1エピソード   |
| 2008      | WITHOUT A TRACE/FBI 失踪者を追え! Without a Trace          | アリアナ・マーフィー   | 1エピソード   |
| 2009      | ニューヨーク1973/LIFE ON MARS Life on Mars                 | キャロル               | 1エピソード   |
| 2010      | Past Life                                                  | ケイト・マッギン       | 9エピソード   |
| 2010-2011 | CHASE /逃亡者を追え! Chase                                 | アニー・フロスト       | 18エピソード  |
| 2011      | グッド・ワイフ The Good Wife                               | ソフィア・ルッソ       | 3エピソード   |
| 2011-     | LAW & ORDER:性犯罪特捜班 Law & Order: Special Victims Unit | アマンダ・ロリンズ刑事 | 118エピソード |
| 2014      | シカゴ・ファイア Chicago Firet                             | アマンダ・ロリンズ刑事 | 1エピソード   |
| 2014      | シカゴ P.D. Chicago P.D.                                   | アマンダ・ロリンズ刑事 | 2エピソード   |